# Güelfs i gibel·lins
El conflicte entre güelfs i gibel·lins enfronta les cases de Welf i Hohenstaufen, dues faccions que defensaven, respectivament, el papat i el Sacre Imperi Romanogermànic en un conflicte que van mantenir al centre i nord de península Itàlica durant els segles xii i xiii. La lluita pel poder entre el papat i l'imperi tenia els seus orígens en la disputa de les investidures al segle xi. Cal fer notar que els termes güelfs i gibel·lins no van ser usats fins als voltants del 1250, i encara aleshores sols a la Toscana (on es van originar), i en foren els termes partit eclesial i partit imperial els més estesos.
Els noms de les dues faccions, probablement, tenen els seus orígens en la batalla de Weinsberg, el 1140, en la qual es van enfrontar les cases rivals Welf de Baviera i Hohenstaufen de Suàbia, en què els Welfs haurien entonat el nom de la seva casa com a crit de guerra, mentre que els Staufen haurien cridat el nom del seu castell: Waiblingen, que aleshores es denominava Wibeling. Per a les orelles d'un italià, la pronunciació dels dos noms equivaldria a "uelfs" i "vibeling", de manera que guelf i ghibellino serien les formes italianitzades dels noms alemanys. Els noms s'haurien introduït a Itàlia durant el regnat de l'emperador Frederic Barba-roja, de la casa de Hohenstaufen. Quan va fer campanya a Itàlia per expandir-hi el poder imperial, els seus partidaris van ser coneguts com a gibel·lins (Ghibellini). La lliga Llombarda i els seus aliats, que s'oposaven a l'emperador, van rebre el nom de güelfs.

## Origen del conflicte

Escut de la família Hohenstaufen

Escut de Manfred, rei de Sicília

Al regne d'Itàlia, des de la retirada de l'emperador Enric IV el 1097 i amb la revifada de l'agricultura i el comerç, les grans ciutats s'havien dotat d'una nova forma d'autogovern en què el poder ja no venia de l'Imperi, sinó del consens de la comunitat de ciutadans en forma del comú. Durant almenys cinquanta anys, les ciutats d'arreu d'Europa havien estat en desordre i qualsevol intent d'aprofitar el poder municipal va ser reprimit per l'Imperi, però a Itàlia a partir de finals del segle XI els municipis urbans havien adquirit un pes i una fortalesa inqüestionables.
A la mort sense descendència de l'emperador Enric V el 1125 es va succeir un conflicte pel poder entre el nou rei electe Lotari II i els Hohenstaufen nebots d'Enric V: els ducs Frederic II de Suàbia i Conrad de Francònia. En 1127 Lotari II es va assegurar el suport de la Casa de Welfen en convertir al seu gendre Enric X de Baviera en duc de Baviera i marcgravi de Toscana i de Verona. Per la seva banda, el 1127 Conrad va ser elegit rei rival i el 1128 va ser coronat rei d'Itàlia amb suport de Milà, però no va aconseguir assegurar-s'hi una posició, ja que el papa Honori II es va negar a reconèixer-lo, de la mateixa manera que les ciutats enemigues de Milà com Novara, Pavia, Cremona, Piacenza o Brescia. Tot i una reconciliació el 1135, la mort de Lotari II el 1137 i l'elecció del mateix Conrad III va prosseguir l'enfrontament dels Hohenstaufen amb els güelfs, fins que el 1152 es va establir un acord que va permetre la successió de Conrad III al duc Frederic III de Suàbia com a Frederic, que va intentar restaurar l'autoritat de l'emperador a l'Imperi (Honor imperii), en estendre la xarxa feudovassallàtica a persones fidels i en confiar a una noblesa de servei d'origen servil (ministerials) uns territoris de domini regi.
La campanya d'Itàlia de 1154 de Frederic I Barba-roja va iniciar una lluita de gairebé dos-cents anys per imposar l'autoritat imperial al regne d'Itàlia. Frederic I, en la primera de les seves Dietes a Roncaglia en 1154, va promulgar una llei feudal que obligava la successió hereditària dels feus, i va atendre les queixes de Lodi, Pavia, i Cremona contra Milà. Després va sotmetre Asti, Chieri i Tortona, i va entrar a Pavia, on va ser coronat rei d'Itàlia el 17 d'abril del 1155; i el 18 de juny de 1155 Adrià IV el va coronar emperador del Sacre Imperi Germànic a la Basílica de Sant Pere. Just després de la coronació el poble de Roma es va alçar en armes, amb l'ànim de capturar el papa. Fins a la nit les tropes imperials i papals van combatre els romans. Un cop restablerta la calma, Barba-roja va renunciar a retornar el govern de la ciutat al papa i així incomplir el Tractat de Constança.
De retorn a Alemanya va posar a Milà sota el bàndol de l'Imperi i va transferir els seus privilegis a Cremona. Però Milà va reconstruir Tortona, que havia quedat destruïda després del setge imperial i va derrotar Pavia, Novara i Guillem V de Montferrat. Va abandonar Itàlia la tardor de 1155 quan el desordre tornava a imperar a Germània, especialment a Baviera. El ducat de Baviera va ser traspassat d'Enric II Jasomirgott, marcgravi d'Àustria, al cosí de Barba-roja Enric el Lleó, duc de Saxònia, de la Casa de Welf. La retirada de Frederic va obligar el papa Adrià IV a pactar el tractat de Benevent el 18 de juny de 1156, confirmant a Guillem I de Sicília com a rei legítim cedint-li territoris que Frederic considerava com el seu domini. Això va perjudicar Frederic, i es va disgustar encara més quan els legats papals van optar per interpretar una carta d'Adrià a Frederic d'una manera que semblava implicar que la corona imperial era un regal del papat i que, de fet, el mateix Imperi era un feu del Papat.
Disgustat amb el papa, l'emperador es va decidir a restaurar l'ordre als seus dominis i aixafar els normands de Guillem I de Sicília sud d'Itàlia, el juny de 1158, Frederic es va iniciar la seva segona expedició italiana, acompanyat d'Enric el Lleó i les seves tropes saxones. Aquesta expedició va donar lloc, després del setge de Milà, a la Dieta de Roncaglia prop de Piacenza per deliberar sobre la qüestió de la sobirania, desafiada pel floriment econòmic i polític de les ciutats del nord d'Itàlia i les comunes lliures, incloses les ciutats de Chieri, Asti, Tortona, però sobretot Milà, i que va suposar l'establiment de la relació dels drets reals (regalia), que produïen un enorme ingrés de recursos, i que anaven del domini imperial sobre camins, rius, salines i mines, al cobrament del fodrum per sufragar les despeses militars, a la percepció de multes i peatges, als béns dels condemnats, o també a l'encunyació de moneda. Van ser els ministeriales (Dienstmänner), com a agents imperials a les ciutats amb el càrrec de podestà, els que es van convertir en l'espina dorsal de l'administració imperial a Itàlia en servir l'emperador per exigir els regalia i per administrar la jurisdicció que les comunes s'havien apropiat. Però les seves polítiques agressives a establir un règim imperial directe a Itàlia, i l'encomanda de l'administració del regne italià a alemanys, van polaritzar la resistència al voltant de Milà i el papat sense impedir que els bisbes alemanys es posicionessin amb l'emperador, com els arquebisbes de Colònia, Reinald de Dassel i Felip de Heinsberg, arxicancellers d'Itàlia, i l'inici de la llarga lluita amb el papa Alexandre III.
Amb la mort accidental del papa Adrià IV el 1159, es va convocar un conclave. Els cardenals estaven dividits entre una majoria formada pels reis de França, Anglaterra, la península Ibèrica, Sicília i Portugal favorable a Alexandre III, enemic declarat de Barba-roja i oponent de les pretensions imperials sobre Itàlia, i els cardenals pro-germànics partidaris de Víctor IV del partit imperial. Alexandre va ser escollit, però el poble de Roma va aclamar a Víctor. Frederic va convocar un concili a Pavia per solucionar el conflicte (l'autoritat de l'emperador per convocar un concili no estava clara). A Pavia, es va barrar l'entrada als partidaris d'Alexandre de manera que Víctor va ser elegit. Tanmateix, l'acord del concili va ser ignorat pel clergat italià i francès, i també part de l'alemany. Els esforços de Frederic de fer que Enric II d'Anglaterra i Lluís VII de França no reconeguessin Alexandre també van fracassar. A la Dieta del regne d'Itàlia de 1159 va posar a Milà de nou sota el bàndol de l'imperi per negar-se a rebre un podestà imperial, i el 1162 les tropes imperials van destruir Milà amb suport de Pavia, Cremona, Lodi i Como, el que els va assegurar el control de Llombardia.
Alexandre, enfrontat a una forta oposició imperial a Itàlia, va fugir a França l'abril de 1162, romanent en Sens impedint una victòria total de l'emperador i aconseguint el reconeixement de Lluís VII de França i Enric II d'Anglaterra. Durant aquest període Alexandre també va continuar mantenint la lleialtat de la majoria del clergat a Itàlia, especialment al sud, i molts a Alemanya. Va continuar impulsant el programa de reforma de l'església iniciat el segle anterior sota la direcció del papa Gregori VII. L'abril de 1164 havia mort l'antipapa Víctor IV i Frederic tenia la intenció de fer les paus amb Alexandre III, però abans que pogués contactar amb ell, Rainald de Dassel s'havia encarregat de fer elegir un altre papa, Pasqual III. El patriarca de Grau, amb suport de la República de Venècia, va organitzar la antimperial Lliga Veronesa a l'abril de 1164 amb Verona, Treviso, Vicenza i Pàdua, per resistir a les pretensions imperials, i Alexandre, amb el suport de la Lliga Veronesa va tornar a Roma el 23 de novembre de 1165, però pressionat per l'Emperador que el derrotà en la batalla de Monte Porzio en 1166 durant la quarta campanya italiana, va exiliar-se a Benevento mentre l'emperador es va fer coronar per l'antipapa Pasqual III.

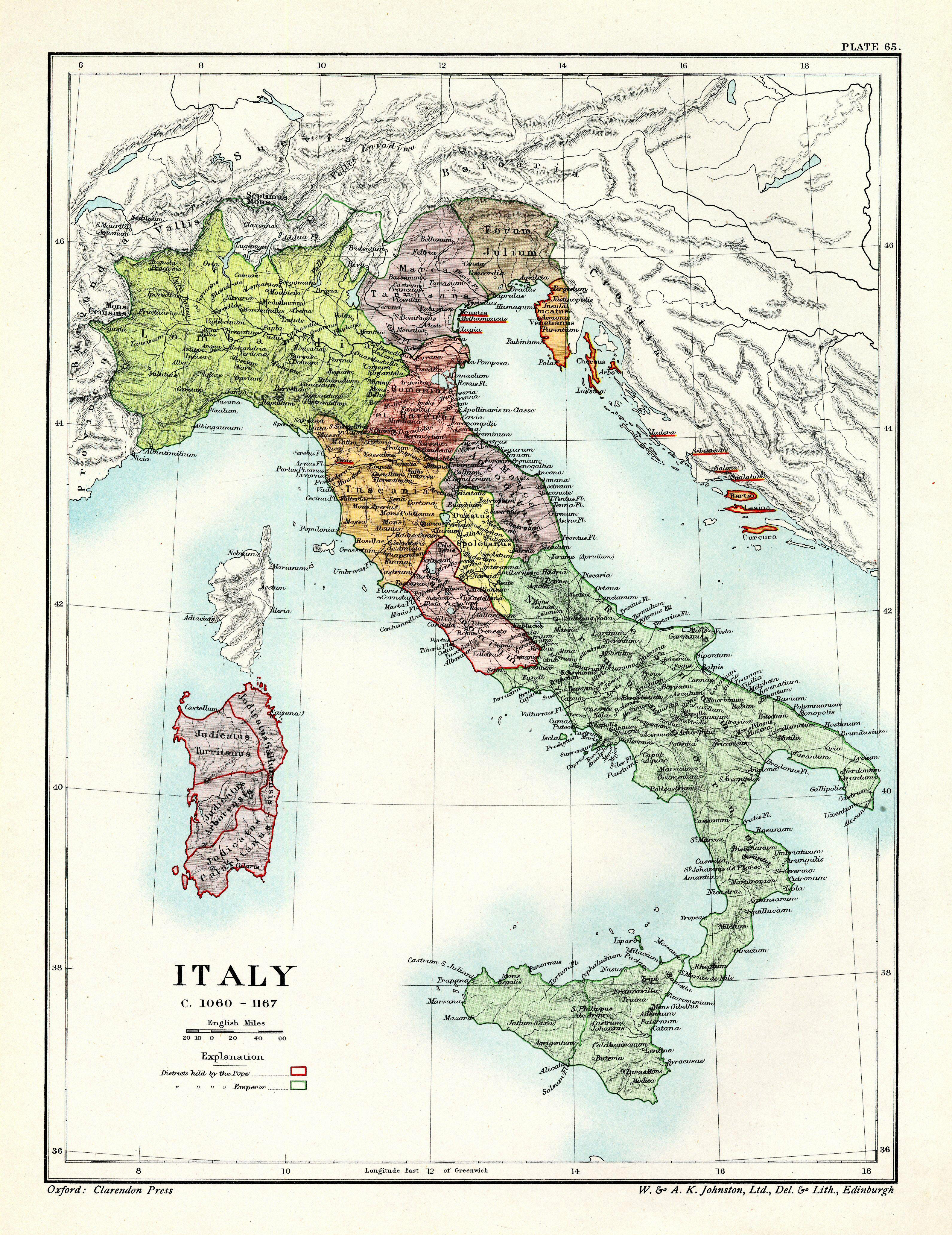
La península italiana cap al 1167

El 1175, Frederic va iniciar una nova expedició a Itàlia (la cinquena) i aprofitant les dificultats a què havia de fer front l'emperador, Alexandre va organitzar la Lliga Llombarda que va augmentar el seu poder en unir-se a la Lliga Veronesa i combatre l'Emperador que es trobava embardissat en una sèrie de campanyes pel nord d'Itàlia. Amb el refús d'Enric el Lleó a prendre-hi part, la campanya va ser un fracàs. El 29 de març del 1176 Frederic va patir una dura derrota en la batalla de Legnano, prop de Milà, on va ser ferit i durant un temps donat per mort. No li va quedar altre remei que iniciar negociacions de pau amb Alexandre III i la Lliga Llombarda. Per la Pau de Venècia de 1177 l'emperador i el papa es van reconciliar amb un mutu reconeixement de drets, i es signà una treva de quinze anys entre Frederic I i Guillem II de Sicília el papa va aixecar l'excomunió que pesava sobre ell des de 1160 i el 12 de març de 1178, Alexandre III va tornar de nou a Roma. Les ciutats llombardes van continuar lluitant fins que el 1183 Frederic els va permetre elegir els seus propis magistrats mitjançant la Pau de Constança.
Frederic no va perdonar a Enric el Lleó per no haver-lo ajudat el 1174. El 1180 Frederic va acabar de consolidar un poderós estat que comprenia Saxònia, Baviera, i territoris substancials del nord i l'est d'Alemanya. Aprofitant l'hostilitat de la resta de prínceps alemanys envers Enric, Frederic el va jutjar in absentia per un tribunal de bisbes i prínceps que el van condemnar i desposseir de les seves terres. Enric, veient-se abandonat pels seus aliats, va haver de rendir-se el novembre de 1181 davant l'exèrcit imperial que el seu cosí havia reunit. Va passar tres anys a l'exili a la cort del seu sogre Enric II d'Anglaterra, fins que se li va permetre tornar a Alemanya on va acabar els seus dies amb el títol menor de Duc de Brunswick.

## La disputa pel tron imperial

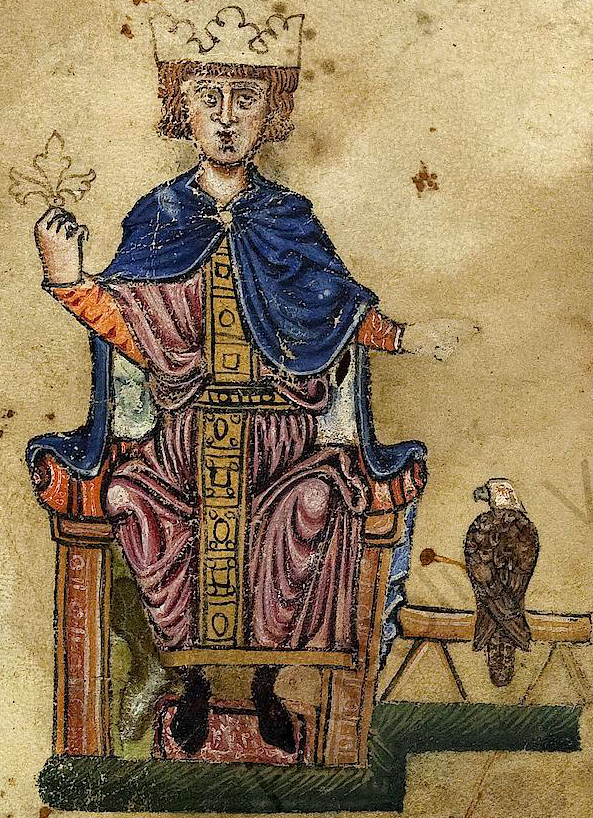
Frederic II i el seu falcó

Al principi del segle xiii, el Hohenstaufen Felip de Suàbia i el Welf Otó de Brunswick eren rivals pel tron imperial. Felip tenia el suport dels gibel·lins com a fill de Frederic I, mentre que Otó tenia el suport dels güelfs i del papat. Otó de Brunswick va ser vençut i ferit en la batalla de Wassenberg per Felip de Suàbia el 27 de juliol de 1206, i com a conseqüència va perdre el suport del papa, que va tornar a coronar Felip. Otó no va poder expulsar el seu rival Felip fins que aquest va ser assassinat en una disputa privada i va ser coronat emperador per Innocenci III el 1209. El 1211 Frederic II va ser elegit in absentia com a Rei d'Alemanya per una facció rebel suportada per Innocenci, que s'havia enfrontat a Otó i l'havia excomunicat. Tanmateix, la seva autoritat a Alemanya era feble i només trobava suport al sud d'Alemanya. Al nord, el focus del poder de la Casa de Welf, Otó va continuar ocupant els càrrecs reials i imperials tot i l'excomunió. Però la decisiva derrota d'Otó en la batalla de Bouvines va forçar-lo a retirar-se a les seves possessions hereditàries on moriria anys després, el 1218, abandonat pels seus partidaris. Durant el regnat de Frederic, enemic tant d'Otó com del papat, els güelfs es van associar més estrictament amb el papat mentre que els gibelins es van convertir en partidaris de l'Imperi i de Frederic en particular. El papa Gregori IX va excomunicar Frederic II l'any 1227 per no poder anar a la croada per la inestabilitat interna de l'imperi, després de nou per anar a la Sisena Croada mentre estava excomunicat. Mentre Frederic estava als estats croats, la divisió va continuar i el seu regent a Itàlia va lluitar en una guerra amb el Papa, que va acabar el 1230 amb la Pau de San Germano pel què s'aixecava l'excomunió de Frederic i es cancel·laven tots els altres actes papals contra ell i s'emetria una amnistia general als qui havien donat suport al papa i els exiliats van poder tornar, es retornaven les propietats dels templers i hospitalers que Frederic havia confiscat, així com totes les terres que havia confiscat a l'església romana. Frederic va renunciar a la seva autoritat legatina tradicional sobre l'església siciliana, acceptant alliberar eleccions eclesiàstiques i eximir el clergat de les corts seculars, impostos i talages. Frederic reconeixeria la independència de l'Estat Papal. El 28 d'agost a Ceprano, la pau es va concretar amb la readmissió de l'excomunicat Frederic a l'església.
Arreu d'Itàlia, hi hagué ciutats on s'esdevingueren rebel·lions freqüents en què una de les dues parts assolien el poder. La divisió entre güelfs i gibel·lins va ser especialment important a Florència, on tradicionalment els güelfs eren mercaders i burgesos, mentre que els gibel·lins tendien a ser nobles. Es van estendre costums com el de portar la ploma del barret cap a un costat determinat, o pelar la fruita d'una manera concreta, per remarcar l'afiliació de cadascú.
El 1231 les relacions de Frederic amb el seu primogènit Enric, fill de la seva primera esposa Constança d'Aragó, es van deteriorar del tot. Enric va aliar-se amb la Lliga Llombarda i va reclamar la corona per a si mateix. La rebel·lió va fracassar i Enric, deposat dels seus títols, va ser empresonat el 1235 (moriria en captivitat el 1242). A la tardor d'aquell any va decidir tornar a Itàlia per suprimir les comunes llombardes que, amb el suport del papa Gregori IX, disputaven la seva autoritat i amb l'ajuda d'Ezzelino da Romano i altres líders gibelins va saquejar la ciutat de Vicenza, i satisfet va tornar a Alemanya per fer front a una altra rebel·lió dels prínceps alemanys, deixant a Itàlia per supervisar la situació Hermann von Salza, Gran Mestre de l'Orde Teutònic. L'agost de 1237 l'emperador va tornar de nou a Itàlia per esclafar definitivament la Lliga Llombarda, creuant els Alps fins a Verona on va reunir l'exèrcit imperial que va marxar primer contra Màntua i després a Bèrgam, que van rendir-se en comptes de ser saquejades, i després cap a Brescia, derrotant la Lliga Llombarda en la batalla de Cortenuova el 1237 i aquesta es va dissoldre. Lodi, Novara, Vercelli, Chieri i Savona van ser capturats o sotmesos a l'emperador, mentre que Amadeu IV de Savoia i Bonifaci II de Montferrat van confirmar la seva lleialtat gibel·lina i Milà. Al seu retorn a Alemanya va nomenar al seu fill Conrad com a rei d'Alemanya. Va rebutjar totes les ofertes de pau, fins i tot la de Milà que oferia una gran suma de diners, renunciant a acceptar res que no fos una rendició incondicional i atiant la resistència de ciutats com Milà, Brescia, Bolonya o Piacenza. Reunint el seu exèrcit a Verona l'abril de 1238, va decidir assetjar Brescia, que va començar el setge l'11 de juliol de 1238 i va durar fins que una sortida reeixida dels defensors de la ciutat a principis d'octubre el va obligar a aixecar el setge.
Després d'un any i mig d'incertesa, Innocenci IV, va ser elegit el 25 de juny de 1243 i acompanyat de la majoria dels seus cardenals, va fugir amb galeres genoveses i refugiar-se a Lió, on fou acollit per la regent Blanca de Castella i d'Anglaterra on celebrà un concili que començà el 24 de juny de 1245. Un mes després, Innocenci IV va declarar que Frederic havia de ser deposat com a emperador, qualificant-lo de "amic del soldà de Babilònia", "de costums sarraïns", "amo d'un harem guardat per eunucs" com el cismàtic emperador romà d'Orient i, en definitiva, un "heretge". El Papa va donar suport a Enric I Raspe, landgravi de Turíngia i rival de Frederic per la corona imperial, iniciant-se el Gran Interregne. El 16 de febrer de 1247, Enric morí i el 3 d'octubre fou escollit com a rei d'Alemanya Guillem II d'Holanda pel partit güelf. Aquisgrà es va negar a permetre l'entrada als partidaris de Guillem, que van assetjar-la a finals d'abril o principis de maig fins que els ciutadans van negociar la seva rendició el 18 d'octubre prometent obediència al papa Innocenci i al rei Guillem, que va entrar a la ciutat el 19 d'octubre i va ser coronat l'1 de novembre.
El juny de 1247 Parma va expulsar els funcionaris imperials i es va aliar amb els güelfs i Enzo no va poder fer res més que demanar ajuda al seu pare, que va anar a posar setge a la ciutat però el 18 de febrer de 1248, mentre ell era fora caçant, la cavalleria parmesana va fer uns sortida sorpresa en la que va assaltar el campament i el bàndol imperial va ser derrotat i el tresor imperial capturat, i amb ell la possibilitat de continuar mantenint el nivell d'enfrontament contra les diverses comunes rebels i el papa, que ja estava planificant una croada contra Sicília. Frederic no va trigar a reconstituir el seu exèrcit, però la seva derrota havia encoratjat la resistència en moltes ciutats que no podien continuar amb el pes fiscal del seu règim: Romanya, les Marques i Spoleto es van perdre. Encara més dures per Frederic van ser les notícies de la captura del seu fill Enzo a Sardenya per part dels bolonyesos, en la batalla de Fossalta el maig de 1249. Conrad va romandre a Alemanya i només va dur a terme accions militars limitades al Rin el 1249 i el 1250, i en Nadal de 1250 va ser víctima d'un intent d'assassinat.
Un exèrcit enviat per conquerir el regne de Sicília sota el comandament del cardenal Pietro Capocci va ser esclafat en la batalla de Cingoli l'agost de 1250, i Frederic II va morir el 13 de desembre de 1251 al Castell de Fiorentino a Pulla. En el seu testament, va nomenar Conrad IV com a hereu universal i el va designar expressament com el seu successor a l'imperi, Sicília i Jerusalem.

## La disputa pel Regne de Sicília

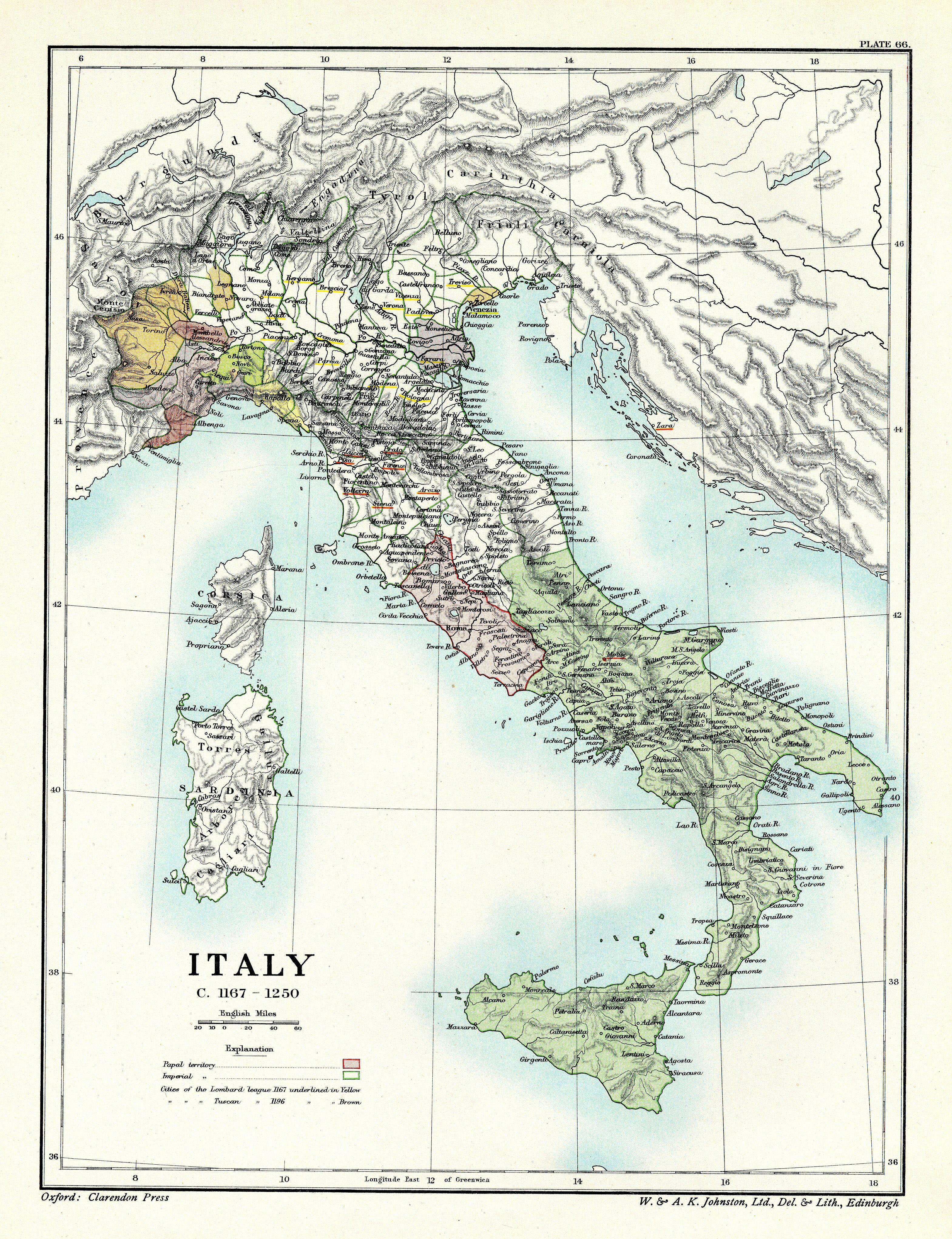
La península italiana cap al 1250

Innocenci IV no va reconèixer Conrad IV d'Alemanya i l'abril de 1251 va sortir de Lió per retornar a Roma i excomunicava Conrad. En octubre de 1251 Conrad es dirigí a Itàlia des d'Ístria amb una flota pisana per intentar imposar-se al regne de Sicília, presa de lluites entre güelfs i gibel·lins. Arribat al desembre a Sipont a Pulla, trobà el país sotmès pel seu germà Manfred, el príncep de Tàrent, tret de Càpua i Nàpols. El 1252 naixia el seu primer fill, que es diria com ell i seria conegut com a Conradí, i la posició de Conrad al Regne de Sicília es va consolidar amb la captura de Nàpols l'octubre de 1253, però els seus esforços per arribar a un acord amb el papat van fracassar i va decidir envair Itàlia amb l'esperança de recuperar la totalitat dels dominis del seu pare. Conrad no va ser capaç de sotmetre els partidaris del papa Conrad va ser excomunicat el 1254, i va morir de malària el mateix any a Lavello, a la Basilicata.

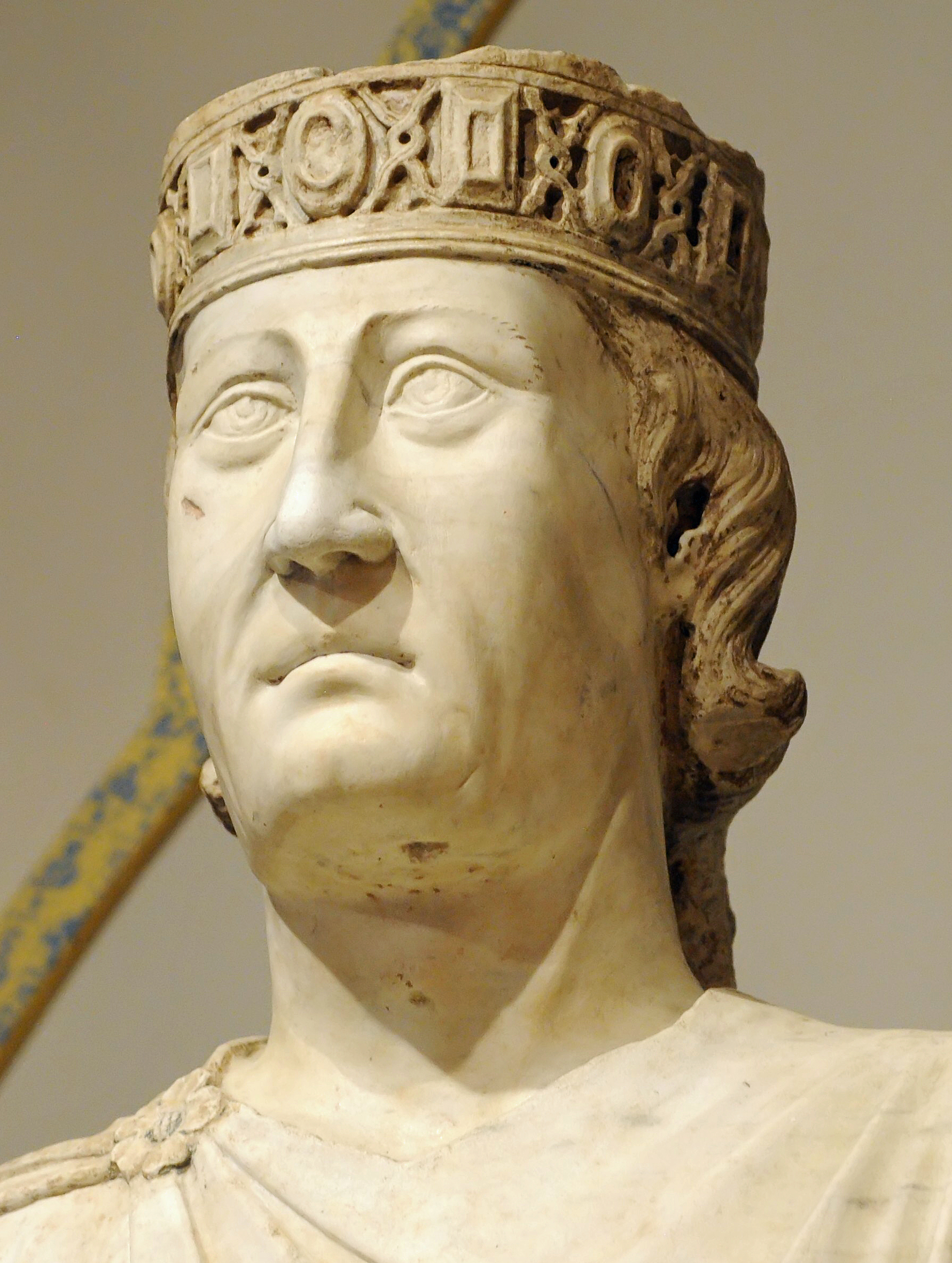
Carles I d'Anjou

Manfred I de Sicília, després de refusar entregar Sicília a Innocenci, va acceptar la regència en nom de Conradí de Sicília, mentre els güelfs obtenien l'ajuda de Carles I d'Anjou, comte d'Anjou, Provença i Maine.
Conradí de Sicília, fill de Conrad, continuaria la lluita amb el papat, de forma infructuosa i Alexandre IV va contraatacar oferint Sicília a Edmund el Geperut, fill d'Enric III d'Anglaterra. Els gibel·lins de Siena van infligir una notable derrota als güelfs florentins en la batalla de Montaperti en 1260.
Després de la mort d'Alexandre IV el 25 de maig de 1261 es va escollir Urbà IV, un declarat enemic de Manfred i va renovar l'excomunió de Manfred el 6 d'agost de 1262, declarant-lo també destituït del Regne de Sicília. El 1262, Constança de Sicília, filla de Manfred, es casà amb Pere el Gran, comte de Barcelona i rei d'Aragó. Aquest acostament entre la dinastia Hohenstaufen i el casal de Barcelona provocà l'antipatia del papa francès, que buscà ajuda en Carles I d'Anjou, germà petit del seu aliat Lluís IX de França. El 26 de febrer de 1266 en la batalla de Benevent Manfred fou derrotat i mort per les tropes franceses i Carles fou coronat rei de Sicília a Roma. L'exili dels partidaris més ardents de l'Imperi i la conversió d'altres al partit güelf van marcar la derrota del partit gibel·lí, a partir d'ara transformat en l'acusació d'heterodòxia política de qualsevol amb idees polítiques contràries a les que estaven al govern de la ciutat.

## La lluita entre els Torriani i els Visconti
A Llombardia continuava l'estat de guerra a causa de la disputa entre els Torriani i els Visconti, que va polaritzar els nombrosos senyors de les ciutats, que van prendre partit de forma canviant per un i altre bàndol. Conradí seguí lluitant per la corona amb la intenció d'anar a Itàlia i recuperar la possessió del Regne pres al seu oncle Manfred. La por d'una recuperació del poder gibel·lí va empènyer els representants i senyors de les ciutats güelfes a reunir-se a Milà el 4 d'abril de 1267 per renovar la Lliga Güelfa i en confià el comandament a Napoleó Torriani, el seu germà Raimon Torriani i Guillem VII de Montferrat. Napoleó, al comandament de l'exèrcit güelf, va mantenir una actitud ambigua sense atacar mai de manera efectiva Conradí, que mentrestant s'havia instal·lat a Pavia a finals de gener de 1268 fins que el 23 d'agost de 1268 fou derrotat en la batalla de Tagliacozzo, tancat en un castell de Nàpols i decapitat el 29 d'octubre d'aquell any.
Un cop la nissaga dels Hohenstaufen es va extingir amb la mort de Conradí de Sicília, els güelfs i els gibel·lins van passar a ser associats amb famílies i ciutats particulars, i abandonaren l'associació directa amb l'imperi o el papat. Durant aquest període, el bastió dels gibel·lins italians era la ciutat de Forlì, a la Romanya.
Carles I d'Anjou tenia la intenció d'estendre el seu domini sobre tot el nord d'Itàlia i va demanar a les ciutats güelfes que convoquessin una assemblea a Cremona, durant la qual seria reconeguda la seva senyoria però les ciutats participants, capitanejades per Napoleó Torriani no estaven disposades a reconèixer la seva autoritat. Carles d'Anjou va donar suport a moltes rebel·lions contra els Torriani i Napoleó es va veure obligat a augmentar els impostos. Primer Brescia i després Lodi van abandonar la Lliga Güelfa i van passar als gibel·lins en 1269, però van ser reconquerides per Napoleó. Després Como també es va revoltar i fins i tot a Milà va començar a sorgir l'oposició a causa dels continus i enormes impostos demanats per Napoleó. Posteriorment, Crema, Cremona i Novara també es van aixecar i en aquest punt el poder dels Torriani va començar a trontollar. L'any 1272 es va convocar un nou concili on finalment Napoleó Torriani va ser reconegut com a senyor de Milà.
Quan Climent IV va morir el 1268, en lloc d'un papa francès com havia esperat Carles d'Anjou, el 1271 va ser elegit Tebaldo Visconti de Piacenza, prenent el nom de Gregori X. Va defensar així els gibel·lins de l'excessiva persecució güelfa. Amb la il·lusió de resoldre el desacord irreconciliable, ell mateix arribà a Florència l'estiu de 1273, en companyia del rei Carles i qui havia estat emperador llatí Balduí II de Courtenay. El papa va voler que la cerimònia de pacificació tingués lloc en una gran plaça sota el pont de Rubaconte. Aquell intent a la vora de l'Arno no va durar ni un dia. Aquell mateix vespre es va estendre el rumor, difós per Carles d'Anjou, contra la concòrdia, que tots els líders gibel·lns serien capturats i assassinats. Durant la nit van fugir, trencant els seus acords jurats. El Papa, molt enfadat, va abandonar Florència.
El 1273 Rodolf d'Habsburg va ser elegit rei dels romans i va designar vicari imperial a Napoleó Torriani de Milà per reequilibrar el suport perdut de Carles I d'Anjou, i el seu germà Raimon, bisbe de Como, havia rebut de la Lliga Güelfa el dret de designar els alcaldes de Màntua i Ferrara entre els seus propis familiars, fet que va consolidar encara més el poder dels Torriani a Itàlia. El seu germà Francesco Torriani tenia el senyoriu de Sèprio, mentre que Paganino Torriani tenia el de Vercelli, tot i que va ser de curta durada ja que va ser assassinat i després venjat per Napoleó.
Otó Visconti, arquebisbe de Milà des del 1262 que no havia pogut prendre possessió per l'oposició dels Torriani, va fer la guerra contra els Torriani però el seu exèrcit, comandat per Goffredo da Langosco va ser derrotat en la batalla de Guazzera el 1276. L'arquebisbe Otó Visconti va obtenir el govern de Milà després de vèncer al seu rival el vicari en la batalla de Desio en 1277. La derrota dels Torriani a Vaprio el 25 de maig de 1281 enfront dels Visconti va mantenir l'hegemonia dels gibel·lins, que van reconèixer la sobirania de Rodolf d'Habsburg.
Per aquest temps el gibel·lins recuperaren posicions a Itàlia: Gènova, Montferrat, Pavia, Novara, Verona i Màntua. El governador o senescal de Llombardia designat per Carles fou derrotat el 1275 en la batalla de Roccavione per Guillem VII de Montferrat, i els angevins evacuaren el Piemont, Llombardia i, finalment, el 1277 la batalla de Desio senyalà la victòria definitiva d'Otó, qui empresonà Napoleó Torriani obtenint, de facto, tant l'arquebisbat com la senyoria de Milà. El nou Papa Nicolau III, pertanyent a la casa d'Orsini, rival tradicional dels Anjou, no ajudà a millorar la situació, sinó ben al contrari fa perdre a Carles Bolònia i altres ciutats, i el febrer de 1280, amb la readmissió a la Florència dels rebels gibel·lins exiliats des de 1266, Gregori X esperava reequilibrar les forces polítiques florentines i la pau entre les parts que s'havien enfrontat durant dècades va ser signada però la lluita de les faccions a la ciutat va provocar la discòrdia entre els mateixos güelfs,que es van dividir entre blancs i negres.

## Martí IV

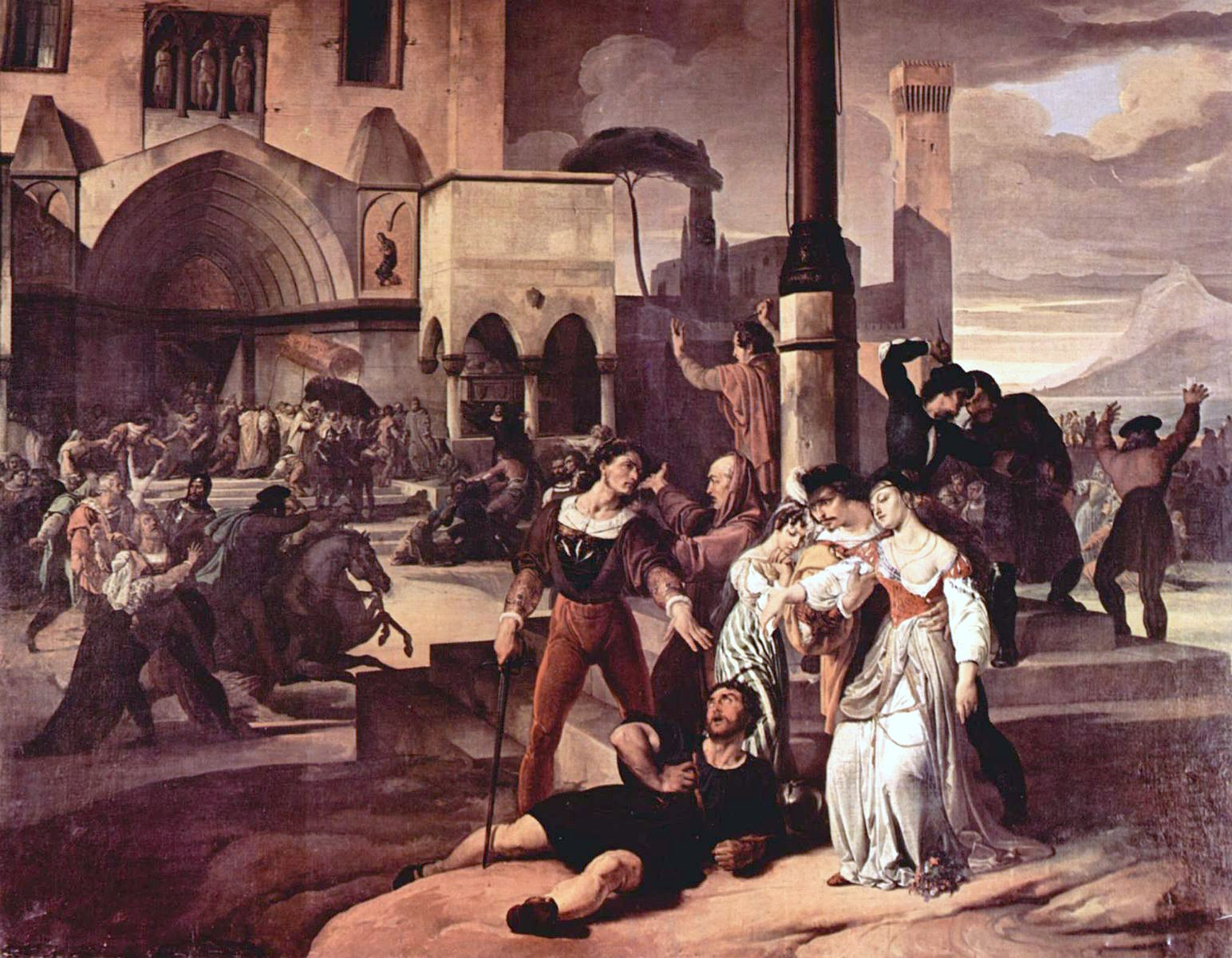
Escena de les vespres sicilianes de Francesco Hayez

El papa Martí IV, d'origen francès, succeí Climent IV en 1281 i el poble sicilià es va revoltar contra Carles I d'Anjou a les Vespres sicilianes pels elevats impostos el 30 de març del 1282 expulsant Carles del tron. Pere el Gran, amb el suport econòmic de l'emperador de l'Imperi Romà d'Orient Miquel VIII Paleòleg, va ser coronat rei de Sicília el 30 d'agost gràcies als drets que va poder al·legar pel seu matrimoni amb Constança, filla de l'anterior rei Hohenstaufen Manfred I de Sicília a qui Carles d'Anjou havia arrabassat el tron després de donar-li mort en la batalla de Benevent. L'incident inicià la Guerra de Sicília i com a conseqüència, a causa la força política del Papa, la Croada contra la Corona d'Aragó. Martí IV va declarar el rei Pere el Gran privat dels seus regnes i donà la investidura del Regne de Sicília a Carles I d'Anjou, i va intentar de sotmetre Forlì i els gibel·lins reclutant un exèrcit a França, que fou derrotat en la batalla de Forlì el 1282 gràcies a la capacitat estratègica de Guiu I Montefeltro.
Pere el Gran entrà a Sicília per Trapani el 30 d'agost, aixecà el setge de Messina, entrà a Palerm el 4 de setembre i pocs dies més tard va destruir l'estol angeví de Carles I de Valois al combat de Nicòtena. En 1283, després del combat de Malta Roger de Llúria conquerí les illes de Malta i Gozzo i amb les galeres pròpies i les capturades, va provocar els angevins tot atacant la costa calabresa, Nàpols i Posilipo. Finalment, en absència de Carles I d'Anjou, el príncep de Salerno va armar un estol i va anar al combat, sent capturat pels catalans en la batalla del golf de Nàpols.
La Croada contra la Corona d'Aragó acabà en desastre absolut per als croats, Felip III de França morí i el mateix Papa salvà la vida per concessió de Pere en la batalla del coll de Panissars. Carles va renunciar als seus drets pel Tractat de Tarascó el febrer del 1291.

## Güelfs negres i els güelfs blancs
A la Toscana Arezzo encara e mantenia en el gibel·linisme i el maig de 1289 Florència va declarar-li la guerra. Un cop els güelfs van derrotar definitivament els gibel·lins el 1289 en la batalla de Campaldino i Caprona, van començar a lluitar entre ells. El 1300, Florència estava dividida entre els güelfs negres i els güelfs blancs. Els negres continuaven donant suport al papat, mentre que els blancs s'oposaven ara a la influència papal i especialment la del papa Bonifaci VIII. Dant es trobava entre els partidaris dels güelfs blancs, i el 1302 va ser exiliat de la ciutat quan els güelfs negres en van prendre el control. Aquells que no estaven afiliats a cap bàndol, o no tenien connexions ni amb güelfs ni amb gibel·lins, eren considerats per ambdues faccions com a indignes de participar en afers polítics. L'emperador Enric VII va manifestar el seu disgust envers els partidaris de totes dues faccions quan va visitar Itàlia el 1310, i el 1334 el papa Benet XII va excomunicar aquells que usessin qualssevol noms.
Alboí della Scala i Cangrande I della Scala de Verona va aliar-se amb Enric VII, donant suport a la facció gibel·lina proimperial i antipapa al nord d'Itàlia. L'expansionisme de Verona va acabar per molestar la República de Venècia, que va formar una Lliga Antiscaligera amb la República de Florència, a la qual es van unir el Ducat de Milà, Màntua i Ferrara el 1337. El conflicte es va acabar el 24 de gener de 1339 amb el tractat de pau mediat per Lluís I Gonzaga i va fer perdre als della Scala la majoria dels seus guanys recents: Venècia va conservar Treviso, el senyoriu de Carrara sobre Pàdua es va confirmar amb l'addició de Bassano i Castelbaldo, i Florència va rebre les ciutats de Buggiano, Pescia, Altopascio i Colle, però Lucca va romandre en mans veroneses. Com que Venècia no tenia cap interès a debilitar massa els della Scala en benefici dels Visconti, se'ls va permetre retenir Vicenza.
En 1331 la ciutat de Brescia es va sotmetre a Joan de Luxemburg, i darrere ella ciutats llombardes i fins i tot toscanes, cansades ja de les guerres intestines. Joan de Luxemburg, que havia donat suport a l'emperador Lluís IV, va rebre el vicariat d'Itàlia. En 1332 Robert I de Nàpols va convocar als principals senyors güelfs i gibel·lins a Gènova, va fer la pau i va crear una aliança per derrotar Bertrand du Pouget i Joan de Bohèmia, prenent Modena i Brescia. Joan va retornar a Itàlia en 1333 amb l'exèrcit de Joan I d'Armanyac i Bertrand du Pouget però fou derrotat a la batalla de Ferrara i hagué de retornar a Bohèmia abandonant el projecte de governar la Llombardia. Això va permetre als coalitzats ampliar el seu poder: Milà va adquirir Cremona i altres ciutats llombardes, els marquesos d'Este, instal·lats a Ferrara van adquirir Mòdena, i el senyor de Màntua, de la família Gonzaga, va fer el propi amb Reggio; Mastino della Scala, senyor de Verona i de la marca trevisana, va establir el seu poder breument a Parma i Lucca. El fracàs de Joan de Luxemburg, va arrossegar el llegat papal Bernat del Poggetto, que va ser expulsat de Bolonya pels Pepoli.
Al segle xv, els güelfs van donar suport a Carles VIII de França durant a seva invasió d'Itàlia, mentre els gibel·lins defensaven l'emperador Maximilià I. Famílies i ciutats van continuar fent-ne servir les denominacions fins que, el 1529, l'emperador Carles V va establir amb fermesa el poder imperial a Itàlia amb la Pau de Cambrai pèl que Francesc I de França va renunciar a les seves pretensions sobre terres italianes.

## Partit de les principals ciutats italianes
| Principals ciutats gibel·lines                                          | Principals ciutats güelfes                              | Ciutats d'adherència variable                                                   |
| ----------------------------------------------------------------------- | ------------------------------------------------------- | ------------------------------------------------------------------------------- |
| Arezzo Cremona Forlì Mòdena Osimo Pisa Terni Pistoia Siena Spoleto Todi | Bolonya Brescia Crema Gènova Lodi Màntua Orvieto Perusa | Bèrgam Ferrara Florència Lucca Milà Pàdua Parma Piacenza Treviso Verona Vicenza |

## Batalles entre güelfs i gibel·lins

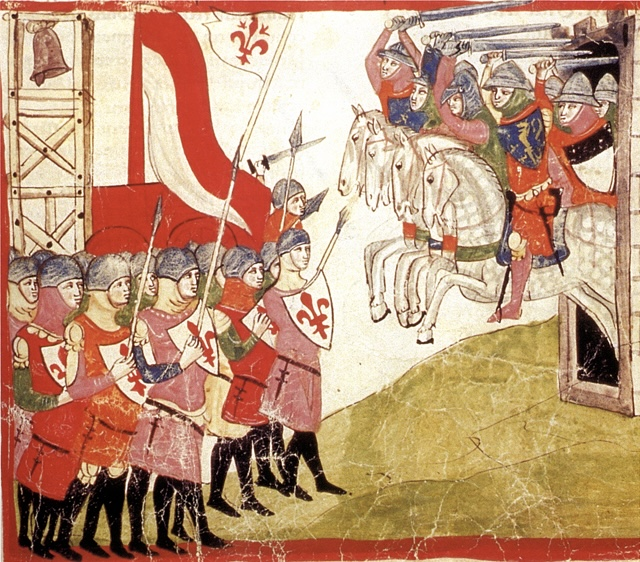
Batalla de Montaperti (1260),
G. Villani, s. XIV

- Batalla de Legnano (1186).
- Batalla de Cortenuova (1238).
- Setge de Brescia (1238)
- Setge de Faenza (1239).
- Setge de Viterbo (1243).
- Batalla de Parma (1248).
- Batalla de Fossalta (1249).
- Batalla de Cingoli (1250).
- Batalla de Montaperti (1260).
- Batalla de Montebruno (1260).
- Batalla de Benevent (1266).
- Batalla de Tagliacozzo (1268).
- Batalla de Colle Val d'Elsa (1269).
- Batalla de Roccavione (1275).
- Batalla de Desio (1277).
- Batalla de Campaldino (1289).
- Batalla de Zappolino (1325).
- Batalla de Gamenario (1345)

## Combatents en cada facció
| WELF+PAPAT                                         | HOHENSTAUFEN                                                                                |
| -------------------------------------------------- | ------------------------------------------------------------------------------------------- |
| Baviera                                            | Suàbia (Waiblingen=gibel·lins)                                                              |
| Otó de Brunswick Carles d'Anjou                    | Frederic I Barba-roja Felip de Suàbia Frederic II Conrad IV d'Alemanya Manfred I de Sicília |
| 1260                                               |                                                                                             |
| *welfs negres (radicals) * welfs blancs (moderats) | extingits                                                                                   |
| Carles V                                           |                                                                                             |

## Güelfs i gibel·lins en la literatura
- Molts participants en el conflicte apareixen de manera destacada en l'Infern de Dante Alighieri. Filippo Argenti, un güelf negre d'una família prominent, es troba atrapat al cinquè cercle de l'Infern amb els colèrics, i al sisè cercle amb els heretges s'hi troben els florentins Farinata degli Uberti (un gibel·lí) i Cavalcante de' Cavalcanti (güelf). Dant també reserva un lloc al vuitè cercle als papes Bonifaci VIII i Climent V per simonia.
- Els textos en què William Shakespeare es va basar per escriure Romeu i Julieta transmeten clarament la idea que l'origen de l'odi entre les famílies Capulet i Montagut correspon a la pertinença a les dues faccions oposades. L'òpera de Bellini I Capuleti ed i Montecchi (presumiblement basada en les mateixes fonts que Shakespeare) ho fa explícit situant els Capulet com a güelfs i els Montagut com a gibel·lins.
- En les notes del poema The Shepheardes Calendar de 1579, el poeta anglès Edmund Spenser afirmava, de manera incorrecta, que els mots "elfs" i "goblins" derivaven etimològicament de güelfs i gibel·lins.